# Goldene Verse

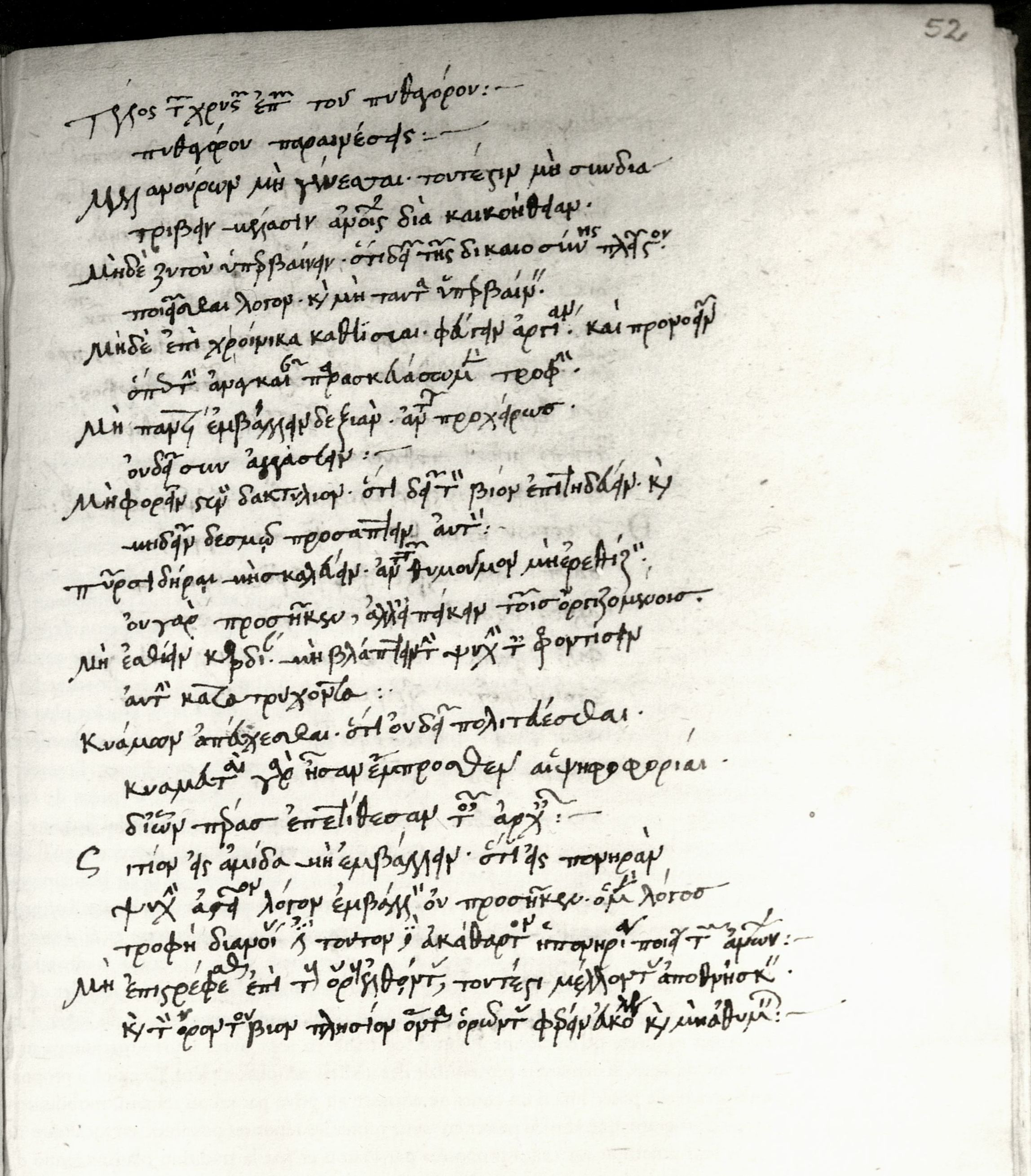
Goldene Verse in einer um 1491 geschriebenen Handschrift des Humanisten Angelo Claretti da Brescia. Cologny, Fondation Martin Bodmer, Cod. Bodmer 5, fol. 52r

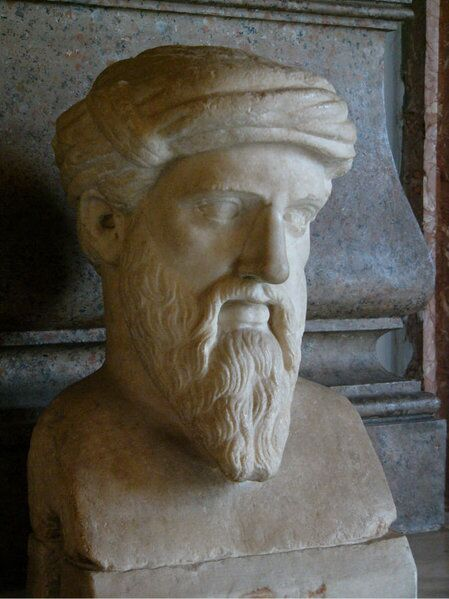
Büste des Pythagoras

Goldene Verse (auch Goldenes Gedicht, altgriechisch χρυσᾶ ἔπη chrysâ épē, lateinisch carmen aureum) ist die gängige Bezeichnung für ein antikes Gedicht in altgriechischer Sprache, das von einem unbekannten Pythagoreer stammt. Es enthält Ratschläge zur Lebensführung.

## Inhalt
Die Goldenen Verse sind 71 Hexameter. Der Dichter wendet sich in direkter Rede an den Leser und gibt ihm Anweisungen. Das Gedicht besteht aus zwei Teilen. Der erste Teil reicht bis zur Mitte des Verses 49. Er bietet Ratschläge für eine philosophische Lebensführung. Man soll die Götter und die Eltern und Verwandten ehren, Freundschaften überlegt schließen und dann bewahren, alle Worte und Taten vorher achtsam bedenken, das Schicksal gleichmütig ertragen, in jeder Hinsicht maßvoll sein, die Leidenschaften beherrschen, die Vergänglichkeit im Auge behalten und jeden Abend eine Bilanz der Leistungen und Versäumnisse des Tages ziehen. Die Verse 47 und 48 enthalten den auch anderweitig überlieferten „Pythagoreischen Eid“, der auf Pythagoras als den Entdecker der Tetraktys (Vierheit) geschworen wurde. Im zweiten Teil werden dem Leser die Früchte einer solchen Lebensführung vor Augen gestellt. Wenn er sich die philosophischen Lehren aneignet, begreift er die überall gleichen Naturgesetze und erlangt Befreiung vom Leid durch Einsicht in dessen Ursachen. Dies ist möglich, da die Sterblichen in Wirklichkeit von göttlicher Natur und daher zu solchem Verstehen befähigt sind. Dem, der die Ratschläge beherzigt, wird in Aussicht gestellt, dass er als unsterbliche Seele, nachdem er im Tod seinen Körper verlassen hat, in den „freien Äther“ gelangen und das Leben eines Gottes führen wird. Mit dieser Verheißung endet das Gedicht.

## Entstehung
Die Datierung der Goldenen Verse ist seit langem umstritten, da ihr Inhalt von so allgemeiner Natur ist, dass er kaum brauchbare Anhaltspunkte bietet. Die älteste Handschrift ist mittelalterlich. Überdies besteht das Gedicht möglicherweise aus Bestandteilen unterschiedlichen Alters, die schon vor ihrer Vereinigung unabhängig voneinander verbreitet gewesen sein können. Die in der Forschung diskutierten Datierungsansätze schwanken zwischen dem 6. Jahrhundert v. Chr. und dem 4. Jahrhundert n. Chr. Der Herausgeber Johan Thom erörtert die Frage eingehend und plädiert für die zweite Hälfte des 4. Jahrhunderts v. Chr.
Über den Verfasser ist nur bekannt, dass er ein Pythagoreer gewesen sein muss. Der Titel „Goldene Verse“ ist sicher nicht authentisch, er ist erst zu Beginn des 3. Jahrhunderts n. Chr. belegt.

## Rezeption

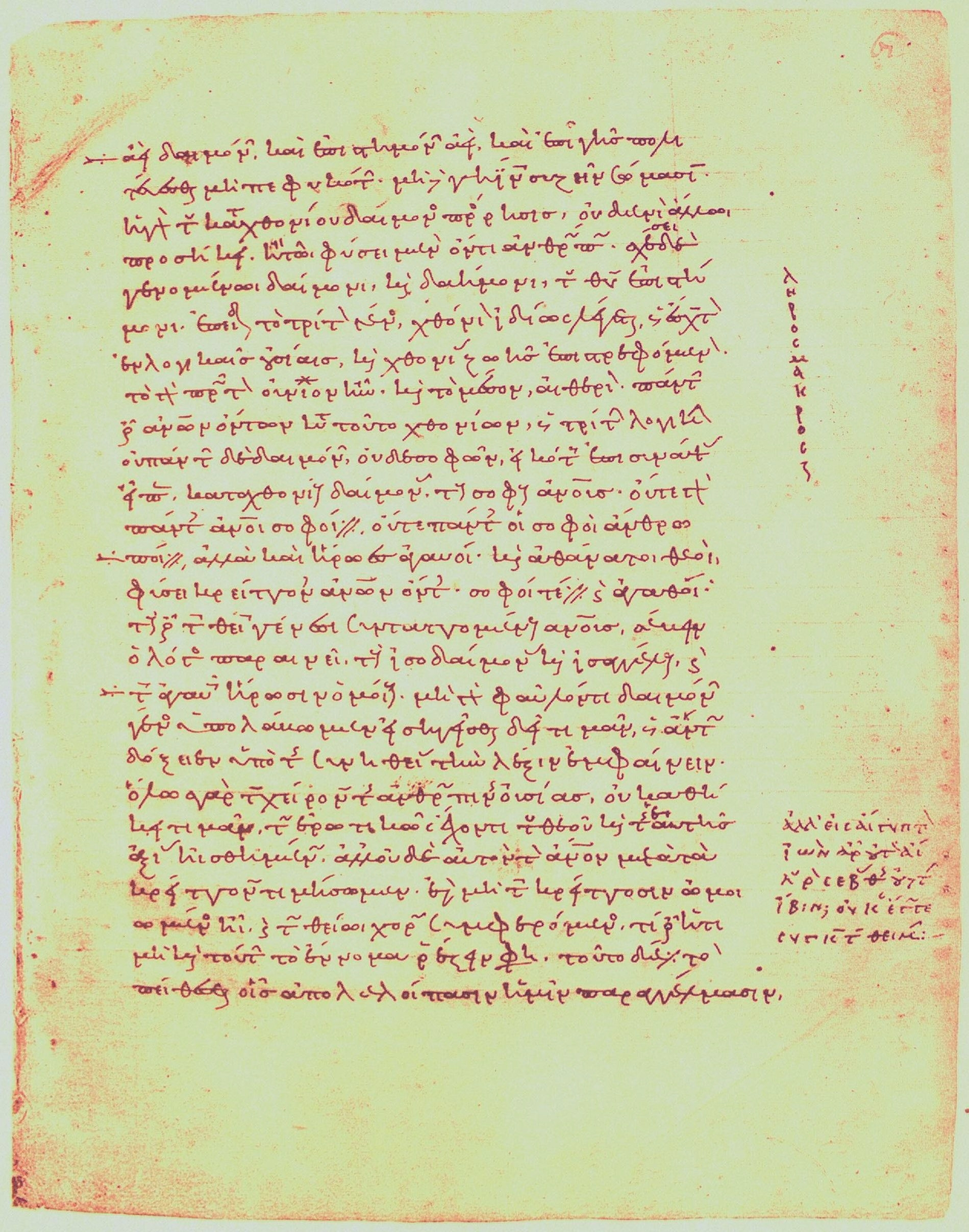
Eine Seite einer im Jahr 925 geschriebenen Handschrift, die den Kommentar des Hierokles zu den Goldenen Versen enthält. Wien, Österreichische Nationalbibliothek, Cod. Phil. gr. 314, fol. 61r

Schon Chrysippos (3. Jahrhundert v. Chr.), Plutarch und Epiktet zitierten Verse aus dem Gedicht, doch beweist dies nicht, dass es ihnen bereits in der uns vorliegenden Form bekannt war. In der Spätantike nahm die Wertschätzung für das Werk zu, und die Kommentierung setzte ein. Der Neuplatoniker und Neupythagoreer Iamblichos von Chalkis kommentierte einen Teil der Goldenen Verse im dritten Kapitel seines Protreptikos, der den zweiten Teil seines zehnbändigen Werks über die pythagoreische Lehre bildet. Außerdem verfasste er noch einen separaten, sehr ausführlichen Kommentar zu dem Gedicht, der verloren ist; ob es sich bei einem erhaltenen arabischen Kommentar um eine Zusammenfassung dieses Werks handelt, ist unsicher. Im 5. Jahrhundert schrieb der Neuplatoniker Hierokles von Alexandria einen ausführlichen Kommentar. Ein weiterer spätantiker Kommentar, der nur in arabischer Übersetzung überliefert ist, wird einem Proklos zugeschrieben; man hat an den berühmten Neuplatoniker Proklos gedacht, was aber sehr ungewiss ist.
Die antiken Kirchenväter betrachteten das Gedicht relativ wohlwollend. Eine Ausnahme bildete Gregor von Nazianz, der meinte, es solle „Bleierne Verse“ heißen.
Im Mittelalter wurden die Goldenen Verse mehrmals ins Arabische übersetzt; die älteste dieser Übersetzungen ist schon im 9. Jahrhundert bezeugt. Seit der Renaissance waren sie auch im Westen wieder beliebt; der erste Druck erschien 1494 bei Aldus Manutius in Venedig. In der Moderne sind sie besonders in theosophischen Kreisen beachtet und oft kommentiert worden.

## Textausgaben und Übersetzungen
Goldene Verse
- Johan C. Thom (Hrsg.): The Pythagorean Golden Verses. Brill, Leiden 1995, ISBN 90-04-10105-5 (kritische Ausgabe des griechischen Textes mit englischer Übersetzung, Einführung und Kommentar).
- Hierokles: Kommentar zum pythagoreischen Goldenen Gedicht. Übersetzt von Friedrich Wilhelm Köhler. Teubner, Stuttgart 1983, ISBN 3-519-04042-5 (S. 1–3 deutsche Übersetzung der Goldenen Verse).

Antike Kommentare
- Friedrich Wilhelm Köhler (Hrsg.): Hieroclis in aureum Pythagoreorum carmen commentarius. Teubner, Stuttgart 1974, ISBN 3-519-01410-6 (griechischer Text des von Hierokles stammenden Kommentars).
- Hierokles: Kommentar zum pythagoreischen Goldenen Gedicht. Übersetzt von Friedrich Wilhelm Köhler. Teubner, Stuttgart 1983, ISBN 3-519-04042-5.
- Hans Daiber (Hrsg.): Neuplatonische Pythagorica in arabischem Gewande. Amsterdam 1995, ISBN 0-444-85784-2 (arabische Fassung eines dem Iamblichos zugeschriebenen Kommentars mit deutscher Übersetzung).
- Neil Linley (Hrsg.): Ibn aṭ-Ṭayyib: Proclus’ Commentary on the Pythagorean Golden Verses. Buffalo 1984, ISBN 0-930881-07-9 (arabischer Text und englische Übersetzung).